# Liste der Bischöfe von Léon
Die folgenden Personen waren Bischöfe von Léon (Frankreich):
- Heiliger Paulinus Aurelianus 6. Jh.
- Heiliger Jaoua und Tigernomaglus
- Heiliger Paul
- Cetomerimus
- Heiliger Goulven
- Heiliger Thenenan
- Heiliger Houardon
- Heiliger Goueznou
- Gilbert
- Guyomark
- Leonorius
- Liberalis (850 und 866)
- Dotwoion 850–866
- Hinvoret 884
- Isaias
- Octreo
- Jakobn 950
- Conan um 962
- Mabbo
- Paulinien
- Eudon 995 und 1033
- Salomon I. 1039
- Omnes 1040–1055
- Jakob
- Pierre de Gualon 1106, 1128
- Guy I. 1142, 1145
- Salomon II. 1149, 1160
- Hamon de Léon 1161–1172
- Guy 1180er
- Yves I. Le Touil 1180–1186
- Jean 1187–1227
- Derrien 1227–1238
- Guy II. 1238–1262
- Yves II. 1262–1292
- Guillaume de Kersauzon 1292–1327
- Pierre Benoît (oder Bernard) 1328–1349
- Guillaume Ouvroin, du Mans 1349–1385
- Guy Le Barbu 1385–1410
- Alain de Kerazred (oder de la Rue) 1411–1419
- Philippe de Coëtquis 1419–1427
- Jean de Saint-Léon Validire, O.P. 1427–1432
- Ollivier du Tillay 1432–1436
- Jean Prigent 1436–1439
- Guillaume Le Ferron 1439–1472
- Vincent de Kerléau 1472–1476
- Michel Guibé 1477–1478
- Thomas James 1478–1482
- Alain Le Maout 1482–1484 (vorher Bischof von Cornouaille)
- Antoine de Longueil 1484–1500
- Jean d’Epinay 1500–1503
- Jean de Kermavan, 1503–1514
- Guy Le Clerc 1514–1521
- Christophe de Chavigné 1521–1554
- Roland de Chavigné 1554–1563
- Roland de Neufville 1563–1613
- René de Rieux 1613–1651
- Robert Cupif 1639–1646
- Henri Marie de Laval-Bois-Dauphin 1651–1662 (Stammliste der Montmorency)
- François de Visdelou 1665–1668
- Jean de Montigny 1671–1671
- Pierre Le Neboux de la Brousse 1671–1701
- Jean-Louis de la Bourdonnaye 1701–1745
- Jean-Louis Gouyon de Vaudurand 1745–1763
- Jean-François d’Andigné de la Chasse 1763–1772
- Jean-François de la Marche 1772–1802